# 5. ročník udílení Nickelodeon Kids' Choice Awards
5. ročník Nickelodeon Kids' Choice Awards se konal v roce 1992.

## Vítězové a nominovaní

### Nejoblíbenější film
- Želví nindžové II

### Nejoblíbenější filmový herec
- Robin Williams za Hook

### Nejoblíbenější filmová herečka
- Whoopi Goldberg

### Nejoblíbenější animovaný seriál
- Doug

### Nejoblíbenější televizní herec
- Bill Cosby za Cosby Show

### Nejoblíbenější televizní herečka
- Roseanne Baar za Roseanne

### Nejoblíbenější videohra
- Sonic the Hedgehog

### Nejoblíbenější animovaná hvězda
- Želví nindžové II

### Síň slávy
- Arnold Schwarzenegger